# Pistache de Raffadali
La pistache de Raffadali est une variété de pistache (Pistacia vera cv Napoletana, greffée sur Pistacia terebinthus)  et une appellation d'origine protégée AOP. Le nom est lié à la ville de Raffadali, puisque, en plus de la production, le commerce de la pistache dans la province d'Agrigente en raison de la présence sur place de commerçants et transformateurs La pistache de Raffadali a obtenu l'appellation d'origine protégée le 22 mars 2021.

## Production
Les plantes sont obtenues par greffage de pistacia vera sur pistacia terebinthus sur des substrats calcaires au point où l'épaisseur de ces sols s'amincit et où les terres arables cèdent la place à des cultures arides résistantes.

### Surface cultivée

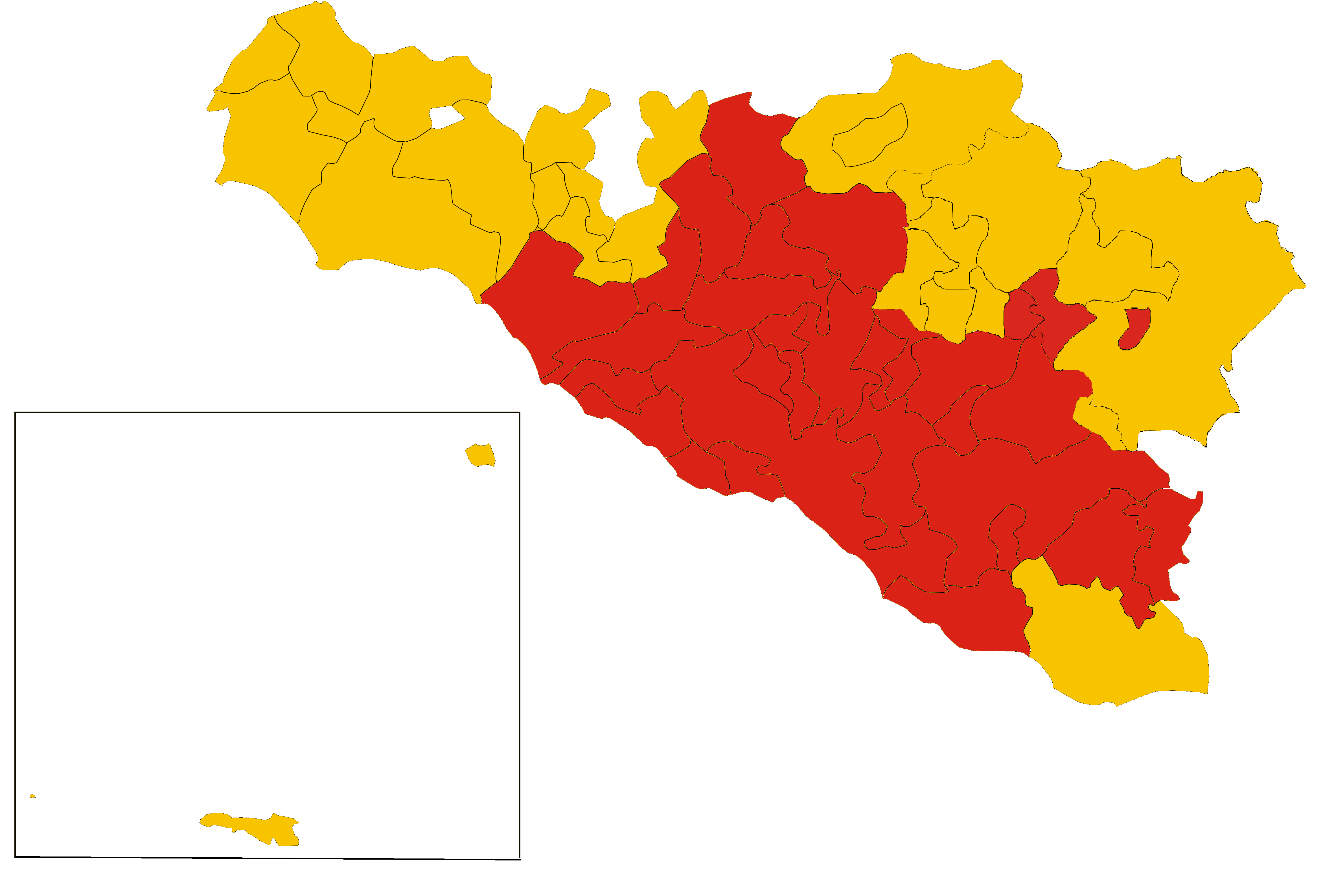
Zone de production de la pistache de Raffadali AOP

La zone de production est délimitée par les municipalités des provinces d'Agrigente et de Caltanissetta suivantes : Raffadali, Joppolo Giancaxio, Santa Elisabetta, Agrigente,  Cianciana , Favara,  Racalmuto ,  Sant'Angelo Muxaro ,  San Biagio Platani ,  Cattolica Eraclea ,  Casteltermini ,  Santo Stefano Quisquina , Aragona,  Comitini ,  Grottes ,  Montallegro ,  Alessandria della Rocca ,  Siculiana ,  Realmonte ,  Naro ,  Porto Empedocle ,  Castrofilippo ,  Campobello di Licata , Ribera ,  Canicattì ,  Palma di Montechiaro ,  Ravanusa ,  Camastra ,  Montedoro ,  Serradifalco  .

## Historique
Le 21 septembre 2018, une audience publique a eu lieu en présence des responsables du MIPAAFT pour l'approbation du cahier des charges de production DOP (Appellation d'Origine Protégée) qui a été publié au Journal Officiel de la République Italienne, Série Générale n. 261 du 09/11/2018 .
Le 20 novembre 2020, la demande d'enregistrement du nom Pistachio di Raffadali a été publiée au Journal officiel de l'Union européenne, conformément à l'art. 2, let. a), règlement (UE) no. 1151/2012 du Parlement européen et du Conseil .
Le 22 mars 2021, à la suite de la publication au Journal officiel de l'Union européenne du règlement d'exécution (UE) 2021/474 de la Commission du 15 mars 2021 en enregistrant une dénomination au registre des appellations d'origine protégées et des indications géographiques protégées Pistachio di Raffadali (AOP), obtient son inscription au registre des appellations d'origine protégées et des indications géographiques protégées.

## Dans la culture
Dans le roman Blues di mezz'autunno de l'écrivain Santo Piazzese, publié par Sellerio, il est écrit que « la pistache Raffadali était servie avec tartine de feuilleté pâtisseries et mousses salées, au bar Edelweiss ».
C'est aussi un élément essentiel de la recette des cannoli dans Il corvo di pietra de Marco Steiner (éditeur Sellerio).

## Notés et références
1. 1 2  « Journal officiel 261 du 9 novembre 2018 » (consulté le 13 mai 2021).
2. ↑  Monastra F., Advanced D., Lodoli E.,, Convention nationale sur la pistache (Agrigente). Agriculture et Recherche
3. 1 2  « RÈGLEMENT D'EXÉCUTION (UE) 2021/474 DE LA COMMISSION du 15 mars 2021 enregistrement d'un nom au registre des appellations d'origine protégées et des indications géographiques protégées "Pistacchio di Raffadali" (AOP) » (consulté le 22 mars 2021).
4. ↑  Fierotti et al, 1988, Carte des sols de la Sicile.
5. 1 2   « Journal officiel de l'Union européenne du 20 novembre 2020 » (consulté le 13 mai 2021).